# 대한민국 민법 제552조
대한민국 민법 제552조는 해제권행사여부의 최고권에 대한 민법 채권법 조문이다.

## 조문
제552조(해제권행사여부의 최고권) ① 해제권의 행사의 기간을 정하지 아니한 때에는 상대방은 상당한 기간을 정하여 해제권행사여부의 확답을 해제권자에게 최고할 수 있다.
②전항의 기간내에 해제의 통지를 받지 못한 때에는 해제권은 소멸한다.

第552條(解除權行使與否의 催告權) ① 解除權의 行使의 期間을 定하지 아니한 때에는 相對方은 相當한 期間을 定하여 解除權行使與否의 確答을 解除權者에게 催告할 수 있다.
②前項의 期間內에 解除의 通知를 받지 못한 때에는 解除權은 消滅한다.

## 참고 문헌
- 오현수, 일본민법, 진원사, 2014. ISBN 978-89-6346-345-2
- 오세경, 대법전, 법전출판사, 2014 ISBN 978-89-262-1027-7
- 이준현, LOGOS 민법 조문판례집, 미래가치, 2015. ISBN 979-1-155-02086-9